# Kloster Coëtmaloën
Das Kloster Coëtmaloën  (Silva Melonis, Coatmaluen; Koad Malouen, bretonisch Abati Koadmalaouen, französisch Abbaye Notre-Dame de Coatmalouen) ist eine ehemalige Zisterzienserabtei in der Gemeinde Kerpert im Département Côtes-d’Armor, Region Bretagne, in Frankreich. Es liegt rund 20 Kilometer südlich von Guingamp nahe der Straße D 767 an der Grenze der Landschaften Cornouaille und Trégor. Seit 1964 ist es als historisches Denkmal (Monument historique) eingetragen.

## Geschichte
Das Kloster wurde als fünftes Tochterkloster von Kloster Bégard 1142 gegründet und gehörte damit der Filiation von Kloster Cîteaux an. Das Kloster besaß den Hof von Klahaye und drei Mühlen. Nach der Eingliederung des Herzogtums Bretagne fiel es in Kommende. In der Mitte des 18. Jahrhunderts wurde das Kloster neu errichtet. Um 1750 erfolgte eine Erneuerung der Gebäude im Stil des Klassizismus. Während der Französischen Revolution fand das Kloster 1791 sein Ende und verfiel anschließend zur Ruine.

## Bauten und Anlage
Erhalten sind Umfassungsmauern und Fassade der klassizistischen Kirche.